# Danh sách phim điện ảnh Hàn Quốc năm 2022
Đây là danh sách các bộ phim của điện ảnh Hàn Quốc dự kiến phát hành vào năm 2022.

## Doanh thu phòng vé
Các bộ phim Hàn Quốc có doanh thu cao nhất được phát hành vào năm 2022, tính theo tổng doanh thu phòng vé nội địa, như sau:
| Thứ hạng | Tiêu đề                              | Nhà phân phối            | Tổng doanh thu nội địa |
| -------- | ------------------------------------ | ------------------------ | ---------------------- |
| 1        | Ngoài vòng pháp luật 2               | ABO Entertainment        | $103,956,897           |
| 2        | Thủy chiến đảo Hansan: Rồng trỗi dậy | Lotte Entertainment      | $58,353,635            |
| 3        | Đặc vụ xuyên quốc gia                | CJ Entertainment         | $56,149,131            |
| 4        | Săn lùng                             | Megabox Plus M           | $35,313,446            |
| 5        | Dạ Điểu                              | Next Entertainment World | $26,550,336            |
| 6        | Hero                                 | CJ Entertainment         | $24,592,233            |
| 7        | Sát thủ nhân tạo 2: Mẫu vật còn lại  | Next Entertainment World | $22,954,356            |
| 8        | Hạ cánh khẩn cấp                     | Showbox                  | $16,924,677            |
| 9        | Bỗng dưng trúng số                   | Cinnamon HC, Sidus       | $16,005,796            |
| 10       | Quyết tâm chia tay                   | CJ Entertainment         | $15,885,396            |

## Phát hành

### Tháng 1 – Tháng 3
| Khởi chiếu  | Khởi chiếu | Tiêu đề                              | Tiêu đề tiếng Hàn    | Đạo diễn         | Dàn diễn viên                                                          | Tham khảo |
| ----------- | ---------- | ------------------------------------ | -------------------- | ---------------- | ---------------------------------------------------------------------- | --------- |
| T H Á N G 1 | 5          | Dòng máu đặc cảnh                    | 경관의 피            | Lee Kyu-man      | Cho Jin-woong, Choi Woo-shik                                           | [ 2 ]     |
| T H Á N G 1 | 12         | Quái xế giao hàng                    | 특송                 | Park Dae-min     | Park So-dam, Song Sae-byeok                                            | [ 3 ]     |
| T H Á N G 1 | 26         | Kingmaker                            | 킹메이커             | Byun Sung-Hyun   | Sol Kyung-gu, Lee Sun-kyun                                             | [ 4 ]     |
| T H Á N G 1 | 26         | Hải tặc: Kho báu hoàng gia cuối cùng | 해적: 도깨비 깃발    | Kim Jeong-hoon   | Kang Ha-neul, Han Hyo-joo, Lee Kwang-soo, Kwon Sang-woo                | [ 5 ]     |
| T H Á N G 2 | 11         | Tình yêu và trói buộc                | 모럴센스             | Park Hyun-jin    | Seohyun, Lee Jun-young                                                 | [ 6 ]     |
| T H Á N G 2 | 23         | Serve the People                     | 인민을 위해 복무하라 | Jang Cheol-soo   | Yeon Woo-jin, Ji-an, Jo Seong-ha                                       | [ 7 ]     |
| T H Á N G 3 | 9          | In Our Prime                         | 이상한 나라의 수학자 | Park Dong-hoon   | Choi Min-sik, Kim Dong-hwi, Park Byung-eun, Park Hae-joon, Jo Yoon-seo | [ 8 ]     |
| T H Á N G 3 | 23         | Hot Blooded                          | 뜨거운 피            | Chun Myeong-gwan | Lee Hong-nae, Choi Moo-sung, Jung Woo, Kim Kap-soo, Ji Seung-hyun      | [ 9 ]     |

### Tháng 4 – Tháng 6
| Khởi chiếu  | Khởi chiếu | Tiêu đề                             | Tiêu đề tiếng Hàn        | Đạo diễn          | Dàn diễn viên                                                                     | Tham khảo |
| ----------- | ---------- | ----------------------------------- | ------------------------ | ----------------- | --------------------------------------------------------------------------------- | --------- |
| T H Á N G 4 | 7          | The Girl on a Bulldozer             | 불도저에 탄 소녀         | Park Yi-woong     | Kim Hye-yoon, Park Hyuk-kwon, Oh Man-seok                                         | [ 10 ]    |
| T H Á N G 4 | 8          | Yaksha: Nhiệm vụ tàn khốc           | 야차                     | Na Hyeon          | Sol Kyung-gu, Park Hae-soo, Yang Dong-keun                                        | [ 11 ]    |
| T H Á N G 4 | 20         | Bản tin chết                        | 앵커                     | Jung Ji-yeon      | Chun Woo-hee, Shin Ha-kyun, Lee Hye-young                                         | [ 12 ]    |
| T H Á N G 4 | 21         | Bộ phim của tiểu thuyết gia         | 소설가의 영화            | Hong Sang-soo     | Lee Hye-young, Kim Min-hee                                                        | [ 13 ]    |
| T H Á N G 4 | 22         | Air Murder                          | 공기살인                 | Jo Yong-sun       | Kim Sang-kyung, Seo Young-hee, Lee Sun-bin                                        | [ 14 ]    |
| T H Á N G 4 | 27         | Urban Myths                         | 서울괴담                 | Hong Won-ki       | Kim Do-yoon, Lee Yul-eum, Lee Young-jin, Lee Su-min                               | [ 15 ]    |
| T H Á N G 4 | 27         | I Want to Know Your Parents         | 니 부모 얼굴이 보고 싶다 | Kim Ji-hoon       | Sol Kyung-gu, Sung Yoo-bin, Chun Woo-hee, Kim Hong-pa                             | [ 16 ]    |
| T H Á N G 4 | 27         | When Spring Comes                   | 봄날                     | Lee Don-ku        | Son Hyun-joo, Park Hyuk-kwon, Jung Seok-yong, Son Sook, Park So-jin, Jung Ji-hwan | [ 17 ]    |
| T H Á N G 4 | 28         | Boogie Nights                       | 부기나이트               | Kim Kyung-yeop    | Choi Gwi-hwa, Kim Hee-jung                                                        | [ 18 ]    |
| T H Á N G 5 | 11         | Piggy Back                          | 어부바                   | Choi Jong-hak     | Jung Joon-ho, Choi Dae-chul                                                       | [ 19 ]    |
| T H Á N G 5 | 18         | Ngoài vòng pháp luật 2              | 범죄도시2                | Lee Sang-yong     | Ma Dong-seok, Son Seok-koo                                                        | [ 20 ]    |
| T H Á N G 5 | 25         | Good Morning                        | 안녕하세요               | Cha Bong-joo      | Kim Hwan-hee, Yoo Sun, Lee Soon-jae, Song Jae-rim                                 | [ 21 ]    |
| T H Á N G 5 | 26         | Hommage                             | 오마주                   | Shin Su-won       | Lee Jung-eun, Kwon Hae-hyo, Tang Jun-sang, Lee Joo-shil                           | [ 22 ]    |
| T H Á N G 6 | 1          | Cassiopeia                          | 카시오페아               | Shin Yeon-shick   | Ahn Sung-ki, Seo Hyun-jin, Joo Ye-rim                                             | [ 23 ]    |
| T H Á N G 6 | 8          | Người môi giới                      | 브로커                   | Hirokazu Kore-eda | Song Kang-ho, Gang Dong-won, Bae Doona, Lee Ji-eun                                | [ 24 ]    |
| T H Á N G 6 | 8          | Điều ước cuối của tù nhân 2037      | 이공삼칠                 | Mo Hong-jin       | Hong Ye-ji, Kim Ji-young, Kim Mi-hwa, Hwang Seok-jeong                            | [ 25 ]    |
| T H Á N G 6 | 15         | Sát thủ nhân tạo 2: Mẫu vật còn lại | 마녀2                    | Park Hoon-jung    | Shin Si-ah, Jo Min-su, Park Eun-bin                                               | [ 26 ]    |
| T H Á N G 6 | 16         | Mother and Daughter                 | 경아의 딸                | Kim Jong-un       | Kim Jung-young, Ha Yun-kyung, Kim Woo-gyeom, Park Hye-jin                         | [ 27 ]    |
| T H Á N G 6 | 22         | My Perfect Roommate                 | 룸 쉐어링                | Lee Soon-sung     | Na Moon-hee, Choi Woo-sung                                                        | [ 28 ]    |
| T H Á N G 6 | 29         | Quyết tâm chia tay                  | 헤어질 결심              | Park Chan-wook    | Tang Wei, Park Hae-il                                                             | [ 29 ]    |

### Tháng 7 – Tháng 9
| Khởi chiếu  | Khởi chiếu | Tiêu đề                                | Tiêu đề tiếng Hàn         | Đạo diễn       | Dàn diễn viên                                                      | Tham khảo |
| ----------- | ---------- | -------------------------------------- | ------------------------- | -------------- | ------------------------------------------------------------------ | --------- |
| T H Á N G 7 | 13         | The Killer: A Girl Who Deserves to Die | 더 킬러: 죽어도 되는 아이 | Choi Jae-hoon  | Jang Hyuk                                                          | [ 30 ]    |
| T H Á N G 7 | 20         | Alienoid: Cuộc chiến xuyên không       | 외계+인 1부               | Choi Dong-hoon | Ryu Jun-yeol, Kim Woo-bin, Kim Tae-ri, So Ji-sub                   | [ 31 ]    |
| T H Á N G 7 | 27         | Thủy chiến đảo Hansan: Rồng trỗi dậy   | 한산: 용의 출현           | Kim Han-min    | Park Hae-il, Byun Yo-han                                           | [ 32 ]    |
| T H Á N G 8 | 3          | Hạ cánh khẩn cấp                       | 비상선언                  | Han Jae-rim    | Song Kang-ho, Lee Byung-hun, Jeon Do-yeon, Kim Nam-gil, Im Si-wan  | [ 33 ]    |
| T H Á N G 8 | 5          | Carter                                 | 카터                      | Jung Byung-gil | Joo Won, Lee Sung-jae                                              | [ 34 ]    |
| T H Á N G 8 | 10         | Săn lùng                               | 헌트                      | Lee Jung-jae   | Lee Jung-jae, Jung Woo-sung                                        | [ 35 ]    |
| T H Á N G 8 | 24         | Bỗng dưng trúng số                     | 육사오                    | Park Gyu-tae   | Go Kyung-pyo, Lee Yi-kyung                                         | [ 36 ]    |
| T H Á N G 8 | 26         | Rượt đuổi Seoul                        | 서울대작전                | Moon Hyun-sung | Yoo Ah-in, Go Kyung-pyo, Lee Kyu-hyung, Park Ju-hyun, Ong Seong-wu | [ 37 ]    |
| T H Á N G 8 | 31         | Giới hạn truy lùng                     | 리미트                    | Lee Seung-Jun  | Lee Jung-hyun, Moon Jeong-hee, Jin Seo-yeon                        | [ 38 ]    |
| T H Á N G 8 | 31         | Semantic Error: The Movie              | 시맨틱 에러: 더 무비      | Kim Su-jeong   | Park Seo-ham, Park Jae-chan, Song Ji-oh                            | [ 39 ]    |
| T H Á N G 9 | 7          | Đặc vụ xuyên quốc gia                  | 공조2: 인터내셔날         | Lee Suk-hoon   | Hyun Bin, Yoo Hae-jin, Im Yoon-ah, Daniel Henney, Jin Seon-kyu     | [ 40 ]    |
| T H Á N G 9 | 15         | Ôi! Có ma                              | 오! 마이 고스트           | Hong Tae-sun   | Jeong Jinwoon, Ahn Seo-hyun, Lee Joo-yeon, Jeon Soo-jin            | [ 41 ]    |
| T H Á N G 9 | 21         | Kế hoạch săn sói                       | 늑대사냥                  | Kim Hong-sun   | Seo In-guk, Jang Dong-yoon, Sung Dong-il                           | [ 42 ]    |
| T H Á N G 9 | 21         | Thunderbird                            | 썬더버드                  | Lee Jae-won    | Lee Seol, Seo Hyun-woo, Lee Myeong-ro                              | [ 43 ]    |
| T H Á N G 9 | 28         | Bà hoàng lươn lẹo                      | 정직한 후보2              | Jang Yu-jeong  | Ra Mi-ran, Kim Mu-yeol, Yoon Kyung-ho, Park Jin-joo                | [ 44 ]    |
| T H Á N G 9 | 28         | Đưa em tìm mối tình đầu                | 인생은 아름다워           | Choi Kook-hee  | Yum Jung-ah, Ryu Seung-ryong, Park Se-wan, Ong Seong-wu            | [ 45 ]    |

### Tháng 10 – Tháng 12
| Khởi chiếu   | Khởi chiếu | Tiêu đề                                                        | Tiêu đề tiếng Hàn                         | Đạo diễn       | Dàn diễn viên                                                            | Tham khảo |
| ------------ | ---------- | -------------------------------------------------------------- | ----------------------------------------- | -------------- | ------------------------------------------------------------------------ | --------- |
| T H Á N G 10 | 5          | Đại ca miệt vườn                                               | 컴백홈                                    | Lee Yeon-woo   | Ra Mi-ran, Song Sae-byeok, Lee Beom-soo                                  | [ 46 ]    |
| T H Á N G 10 | 5          | Transaction Complete                                           | 거래완료                                  | Cho Kyung-ho   | Jeon Seok-ho, Tae In-ho, Choi Ye-bin                                     | [ 47 ]    |
| T H Á N G 10 | 21         | Cô gái thế kỷ 20                                               | 20세기 소녀                               | Bang Woo-ri    | Kim Yoo-jung, Byeon Woo-seok, Park Jung-woo, Roh Yoon-seo                | [ 48 ]    |
| T H Á N G 10 | 26         | Hung thủ vô hình                                               | 자백                                      | Yoon Jong-seok | So Ji-sub, Kim Yunjin, Nana                                              | [ 49 ]    |
| T H Á N G 10 | 26         | Remember                                                       | 리멤버                                    | Lee Il-hyung   | Lee Sung-min, Nam Joo-hyuk                                               | [ 50 ]    |
| T H Á N G 11 | 2          | The Highway Family                                             | 고속도로 가족                             | Lee Sang-moon  | Ra Mi-ran, Jung Il-woo, Kim Seul-gi, Baek Hyun-jin                       | [ 51 ]    |
| T H Á N G 11 | 3          | Walk Up                                                        | 탑                                        | Hong Sang-soo  | Kwon Hae-hyo, Lee Hye-young                                              | [ 52 ]    |
| T H Á N G 11 | 16         | Thanh âm tình đầu                                              | 동감                                      | Seo Eun-young  | Yeo Jin-goo, Cho Yi-hyun, Kim Hye-yoon, Na In-woo                        | [ 53 ]    |
| T H Á N G 11 | 16         | Âm lượng huỷ diệt                                              | 데시벨                                    | Hwang In-ho    | Kim Rae-won, Lee Jong-suk, Jung Sang-hoon, Park Byung-eun                | [ 54 ]    |
| T H Á N G 11 | 23         | Dạ điểu                                                        | 올빼미                                    | Ahn Tae-jin    | Ryu Jun-yeol, Yoo Hae-jin                                                | [ 55 ]    |
| T H Á N G 11 | 30         | Ông trùm mông má                                               | 압꾸정                                    | Lim Jin-sun    | Ma Dong-seok, Jung Kyung-ho, Oh Na-ra, Choi Byung-mo                     | [ 56 ]    |
| T H Á N G 12 | 14         | The Haunted House: The Dimensional Goblin and the Seven Worlds | 신비아파트 극장판 차원도깨비와 7개의 세계 | Byun Young-kyu | Jo Hyeon-jeong, Kim Young-eun, Kim Chae-ha, Kang Sae-bom, Yang Jeong-hwa | [ 57 ]    |
| T H Á N G 12 | 21         | Hero                                                           | 영웅                                      | Yoon Je-kyoon  | Jung Sung-hwa, Kim Go-eun                                                | [ 58 ]    |
| T H Á N G 12 | 28         | Quý ông số 'đỏ'                                                | 젠틀맨                                    | Kim Kyung-won  | Ju Ji-hoon, Park Sung-woong                                              | [ 59 ]    |